# Tabanus ianthinus
Tabanus ianthinus är en tvåvingeart som beskrevs av Surcouf 1907. Tabanus ianthinus ingår i släktet Tabanus och familjen bromsar. Inga underarter finns listade i Catalogue of Life.